# الاعصار (فلم أنمي)
الإعصار (باليابانية: 伊勢湾台風物語، بالروماجي: Isewan taifū monogatari) هو فيلم أنمي ياباني من إخراج سيجيرو كامياما ومن إنتاج استوديو موشي برودكشن، عرض الفيلم في اليابان في 4 نوفمبر عام 1989. تم دبلجته إلى العربية من قبل مركز الزهرة، وعرض على قناة سبيستون.

## القصة
تدور أحداث القصة في يوم السبت 26 سبتمبر عام 1959، كانت طالبة الصف السادس الابتدائي هيكاري تسوشيما وزميلها توشيو نيشيزاوا وزملائهم الآخرين يتطلعون إلى اليوم الرياضي، وبسبب اقتراب الاعصار رقم 15، تم إلغاء اليوم الرياضي. بعد ذلك اشتدت قوة الاعصار ووصل إلى اليابسة، دمرت الفيضانات الناجمة عن الاعصار عدد كبيرة من الأشجار التي جرفت العديد من المنازل. بالكاد تمكنت عائلة هيكاري من الهروب إلى السطح، لكن الأمواج العالية تندفع وتجرف الأسرة بأكملها. تم انقاذ هيكاري من قبل كلبها الأليف وحملها على ظهره وسبح بها إلى شجرة كبيرة. وتم العثور على هيكاري في اليوم التالي وتم انقاذها، لكن عائلتها لم تنجو.

## الأداء الصوتي
| الشخصية                               | الأداء الصوتي      |
| ------------------------------------- | ------------------ |
| هيكاري تسوشيما                        | مامي كوياما        |
| توشيو نيشيزاوا                        | كيكو تودا          |
| اكيشي تسوشيما (والد هيكاري)           | كوجي تويا          |
| تشييو تسوشيما (والدة هيكاري)          | نانا ياماغوتشي     |
| ريويتشي نيشزاوا                       | هيديوكي هوري       |
| أوميكو نيشيزاوا (والدة توشيو)         | توميكو سوزوكي      |
| ناغيسا نيشيزاوا (الأخت الصغرى لتوشيو) | كازوكو سوغياما     |
| شوجي أكون                             | شيوكو كاواشيما     |
| تاداو أكون                            | يوسوكي أكيموتو     |
| توكوزو                                | ماسايا تاكي        |
| الزعيم إيماي                          | أوسامو ساكا        |
| المدير كومادا                         | كويتشي كيتامورا    |
| نائب المدير إيغاراشي                  | كوجي يادا          |
| السيد كيمورا                          | ميتشيتاكا كوباياشي |
| مدير قسم التنبؤات الجوية سوجيما       | ريوتشي تاناكا      |
|                                       | ميتشيو ياناغيساوا  |
| طيار 1                                | آلان ويتني         |
| طيار 2                                | جون بروكالينج      |
| طيار 3                                | روبرت أوشلر        |

## وصلات خارجية
- مقالات تستعمل روابط فنية بلا صلة مع ويكي بيانات